# Fatalna ljubav
Fatalna ljubav (с серб. — «Роковая любовь») — седьмой студийный альбом сербской певицы  Светланы «Цецы» Ражнатович, выпущенный в 1995 году на лейбле PGP-RTS. В записи альбома также принял участие ансамбль Futa Band.

## Запись
После четырёх лет работы с другими лейблами Цеца возвращается на PGP-RTS для записи новой пластинки. Альбом имел чуть заметное роковое звучание, поскольку к работе над альбомом Цеца привлекла, помимо привычной Марины Туцакович, рок-музыкантов, в частности лидера группы «Рибля чорба» Бору Джорджевича и певца Оливера Мандича. Также на альбоме появляется в качестве автора музыки на песне «Idi dok si mlad» Александар Милич, который в будущем станет продюсировать каждый новый альбом Цецы.

## Релиз и коммерческий приём
Сразу после выпуска альбома он стал бестселлером, он и по сей день продолжает оставаться одним из самых продаваемых югославских альбомов XX столетия. Практически все песни с альбома попали в активную ротацию на радиостанциях Югославии и сменяли друг друга на вершине местных хит-парадов. Особой популярностью пользовалась песня «Beograd» (с серб. — «Белград»), которая со временем стала неофициальным гимном сербской столицы.

## Продвижение
В 1995 году Цеца выпустила сразу пять видеоклипов на следующие песни с лонгплея: «Fatalna ljubav», «Idi dok si mlad», «Nije monotonija», «Znam» и «Beograd». Режиссёр всех роликов — Деян Миличевич. В том же году был выпущен видеосборник клипов Sve najbolje… 20, куда попали и вышеупомянутые видео. В 2013 году все они были опубликованы на официальном канале Цецы на YouTube, многие имеют свыше 10 миллионов просмотров.
Для раскрутки альбома певица отправилась в масштабное турне по Югославии, которое завершилось аншлаговым концертом в белградском дворце «Пионир» 23 ноября 1995 года. Критики дали восторженные отзывы туру, назвав его «доселе невиданным» и заявили, что Цеца «покорила очередную вершину» данными шоу. Видеозапись концерта стала доступна на видеокассете в конце того же года.

## Отзывы критиков
Сербский музыкальный критик Драган Маринкович-Маца при составлении рейтинга «50 лучших фолк-альбомов всех времён» для издания Leskovačke Vesti в 2018 году поместил пластинку на 20 место, заявив, что альбом помог Цеце укрепить звание балканской звезды номер один. Рецензент портала Before After Огнен Лопушина в своём обзоре на дискографию Цецы заявил, что это лучший альбом из всех, что выпускали сербские исполнители.

## Список композиций
| №                   | Название                               | Текст песни                     | Музыка                 | Длительность |
| ------------------- | -------------------------------------- | ------------------------------- | ---------------------- | ------------ |
| 1.                  | «Nije monotonija»                      | Марина Туцакович                | Александар Радулович   | 3:27         |
| 2.                  | «Zlato srećan put»                     | Марина Туцакович, Оливер Мандич | Оливер Мандич          | 3:42         |
| 3.                  | «Znam»                                 | Любо Йовович,                   | Лео Джокай, Ненад Кнез | 3:18         |
| 4.                  | «Idi dok si mlad»                      | Марина Туцакович                | Александар Милич       | 3:29         |
| 5.                  | «Volela sam, volela»                   | Милич Вукашинович               | Милич Вукашинович      | 3:26         |
| 6.                  | «Šta još možeš da mi daš»              | Оливер Мандич                   | Бора Джорджевич        | 3:38         |
| 7.                  | «Fatalna ljubav»                       | Марина Туцакович                | Александар Радулович   | 3:38         |
| 8.                  | «Da li to ljubav pravi od nas slabiće» | Марина Туцакович                | Александар Радулович   | 3:50         |
| 9.                  | «Beograd»                              | Эдин Дервишхалидович            | Александар Радулович   | 3:40         |
| Общая длительность: | Общая длительность:                    | Общая длительность:             | Общая длительность:    | 32:08        |